# Musée des Arts décoratifs François-Duesberg
Pour les articles homonymes, voir Musée des arts décoratifs.
Le Musée des Arts décoratifs François Duesberg, situé à Mons en Belgique, est consacré aux arts décoratifs de la période 1775-1825,, 
Il est implanté à Mons face à la collégiale Sainte-Waudru, dans les anciens bâtiments de la Banque nationale de Belgique, 
Il est particulièrement renommé pour sa collection unique au monde de pendules à sujets allégoriques ou littéraires d'époque Consulat et Empire dont les fameuses horloges dites "au bon sauvage" en bronze doré et patiné noir. Il contient aussi une importante collection de porcelaine de Paris (Dagoty, Darte, Nast, etc.) et de Bruxelles (Frédéric Theodore Faber) ainsi qu'un important ensemble d'orfèvrerie montoise. 

## Histoire
Depuis toujours, François Duesberg et son épouse Betty ont fixé la barre très haut et se focalisent sur les plus beaux et les plus rares objets de cette période particulièrement riche et mouvementée de l’Histoire qui s’étale du règne de Louis XVI à celui de Charles X en passant par l’Empire et Napoléon Ier.
François Duesberg, docteur en droit de l’université de Liège, utilise ses nombreuses heures d’insomnie à démonter et réparer ses objets favoris : les pendules. Son épouse Betty en nettoie, le jour, dans des bains savamment dosés, les différentes pièces constitutives qui sont alors remontées les nuits suivantes.
Par ce travail sans relâche, une collection de pendules à sujets exotiques (dites à l’époque pendules au Nègre ou au Bon Sauvage dans le sens lui donné par Jean-Jacques Rousseau) ainsi que bien d’autres objets liées à l’Art du temps et de la table est ainsi constituée.
Désireux de faire partager leur passion au plus grand nombre, les époux Duesberg acceptent d’exposer temporairement cette partie de leurs collections au musée Bellevue (des musées royaux d'Art et d'Histoire de Bruxelles). Cette exposition intitulée "De Noir et d’Or" fut un très grand succès en 1993.
Ce véritable engouementdu public tant national qu’international, incite le couple de collectionneurs mécènes à ouvrir un musée où l’admirable travail de ces artistes et artisans des xviiie et xixe siècles pourrait être contemplé et reconnu à sa juste valeur.
Le 21 septembre 1994, après de rudes épreuves et revers surmontés par un travail acharné de jour et de nuit, le musée François Duesberg ouvre ses portes à Mons.
Et fin mars 1998, le musée prend une nouvelle dimension avec l’ouverture de la plus grande des salles.
Depuis lors la réputation internationale de ce musée ne cesse de croître, (les collections reçoivent alors deux étoiles au guide Michelin) et le guide Petit Futé place désormais le musée, dans la richesse de ses spécificités, à un niveau tout à fait comparable au musée du Louvre à Paris et de l'Ermitage à Saint-Pétersbourg. En septembre 2018, le musée vient également de se voir attribuer la première place du prix Travellers'Choice de Tripadvisor dans la catégorie "Musées de Belgique".
En 2020, la ville de Mons rebaptise une rue jouxtant le square Roosevelt "Rue du Musée François Duesberg" en reconnaissance pour le couple de mécènes.
Cette œuvre de mécénat leur vaut d'être élevés chacun – fait exceptionnel – à titre personnel au rang de baron et baronne par le roi Albert II de Belgique
L'étendue de leurs collections leur permet en 2007 d'effectuer également une donation d'objets à leur ville d'origine : Liège. Cette donation prend place dans les salons de musique, le salon « aux palmiers » et la rotonde de l'hôtel de Hayme de Bomal. Ces salons d'apparat portent désormais leur nom et sont intégrés à l'ensemble muséal du Grand Curtius.
Ceci n'empêche pas le couple de mécènes d'accroître encore très sensiblement les collections à Mons (ouvrant à ces dernières la possibilité d'entrevoir une troisième étoile). 
« Une collection dont certains conservateurs murmurent qu'elle est la plus riche du monde au mètre carré » qui est abondamment citée dans nombre d'ouvrages majeurs sur le sujet,,,,,,,.  
Depuis lors, chacun des époux a également reçu chacun a titre personnel le titre de citoyen et citoyenne d'honneur des villes de Liège (2006), Mons (2011), et Colfontaine (2021). Le 14 décembre 2017 tous deux ont été élevés au rang de Commandeurs de l' Ordre du Mérite wallon. Le 20 juillet 2018, le baron Duesberg a été promu au grade de Commandeur de l'Ordre de la Couronne par le roi Philippe. La Baronne Duesberg, née Betty Martens, décède en 2021 et est inhumée dans une sépulture installée dans le jardin du musée même. 

## Galerie

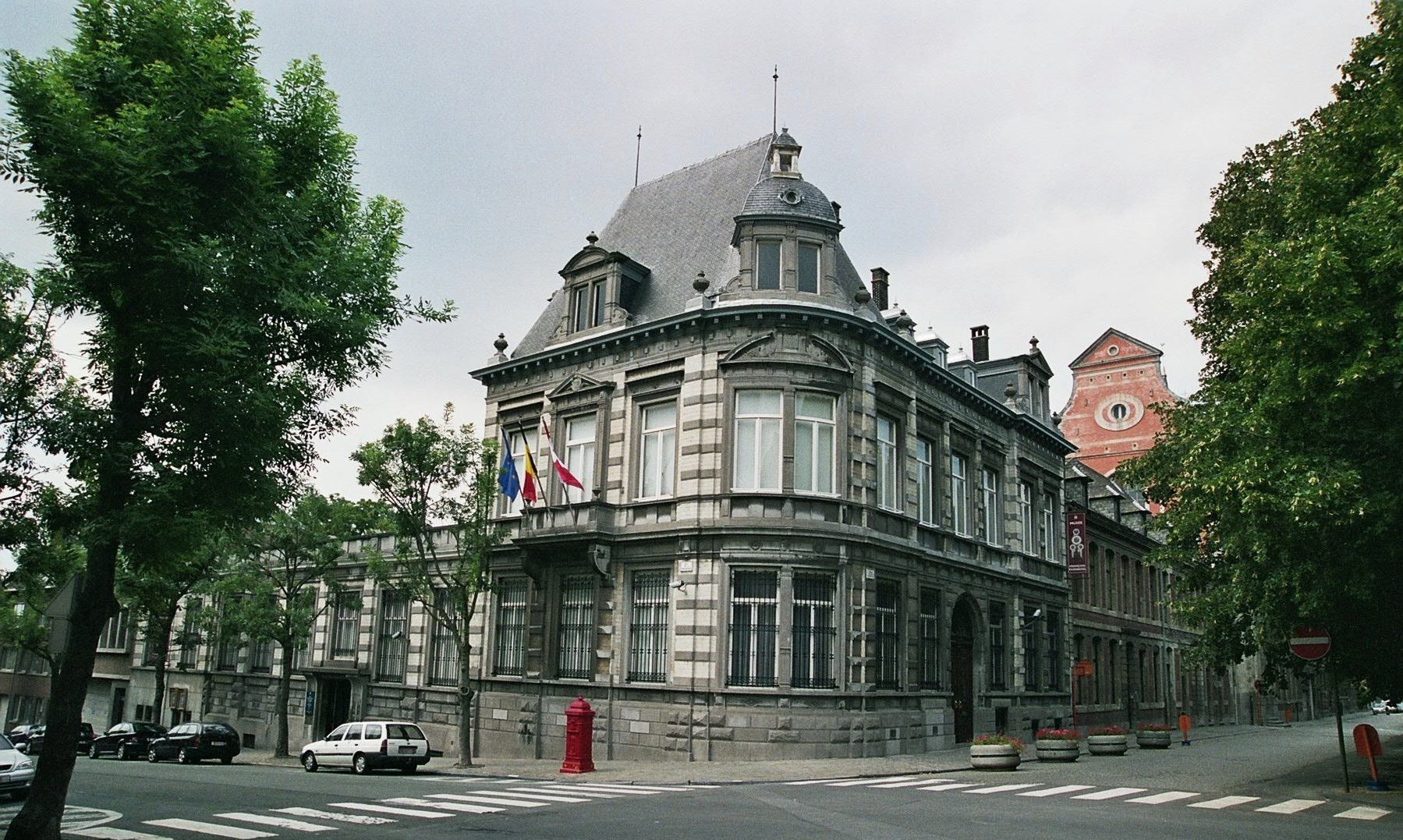
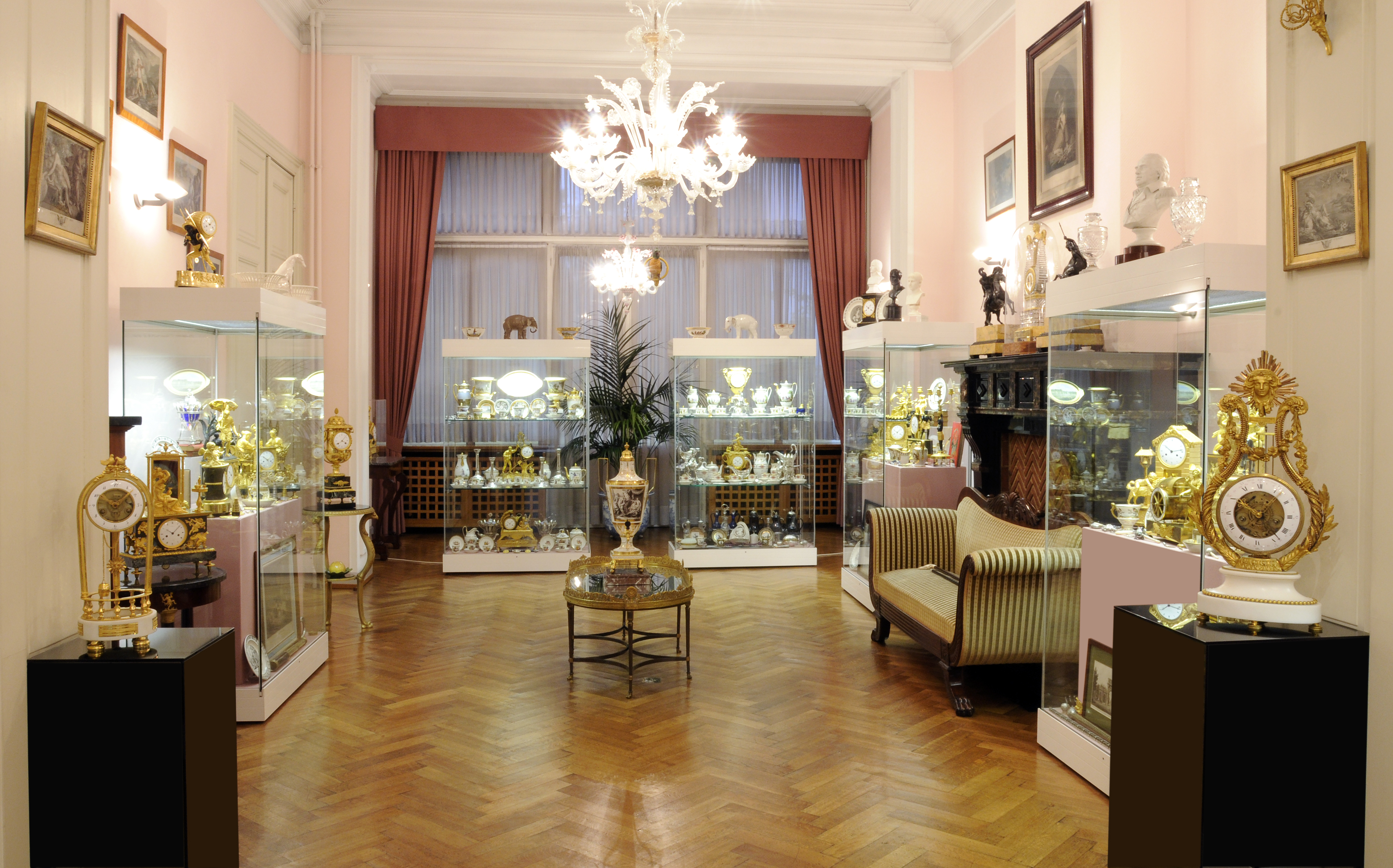
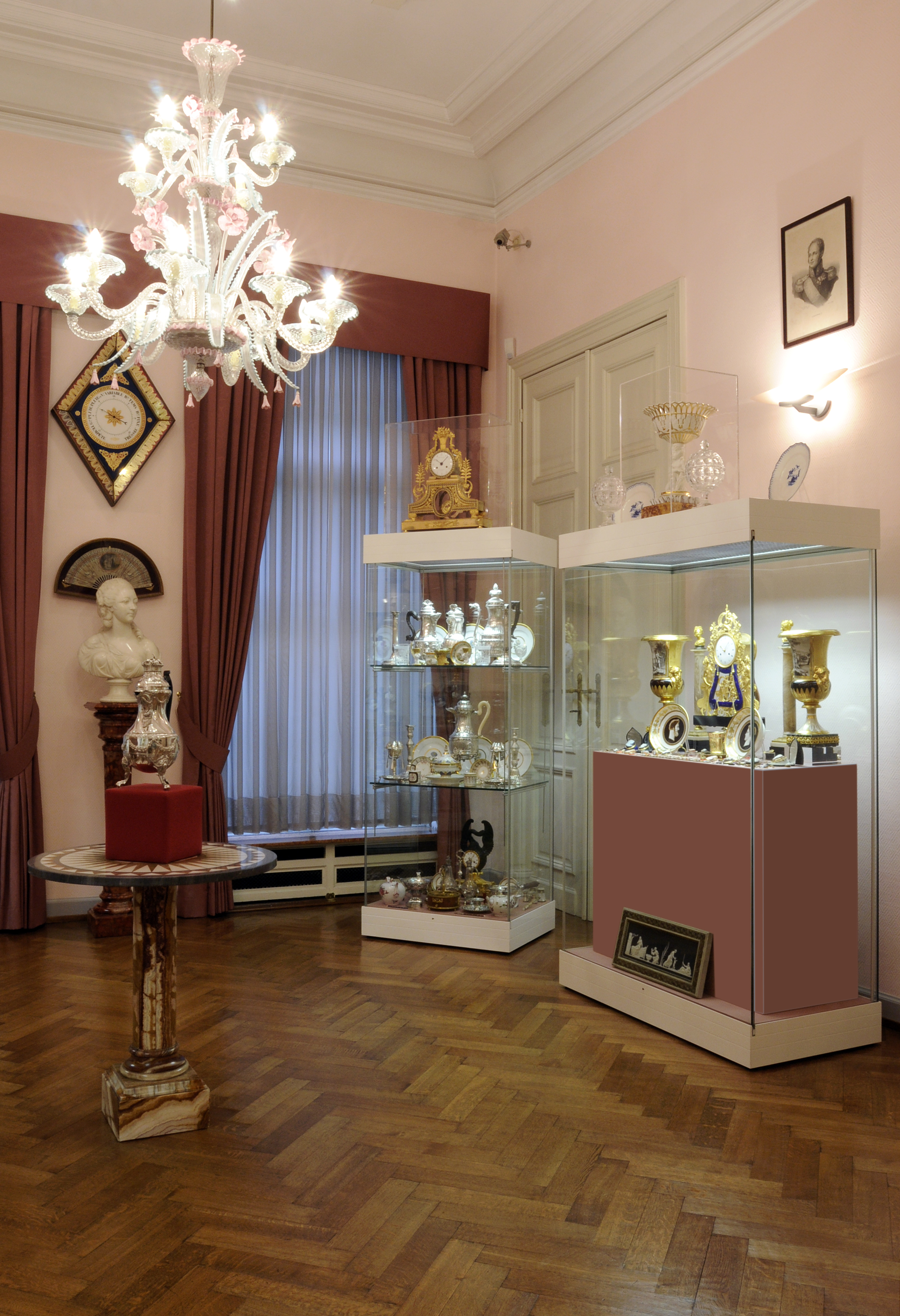
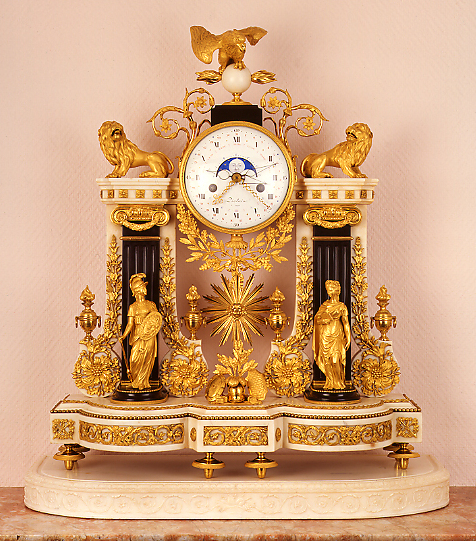

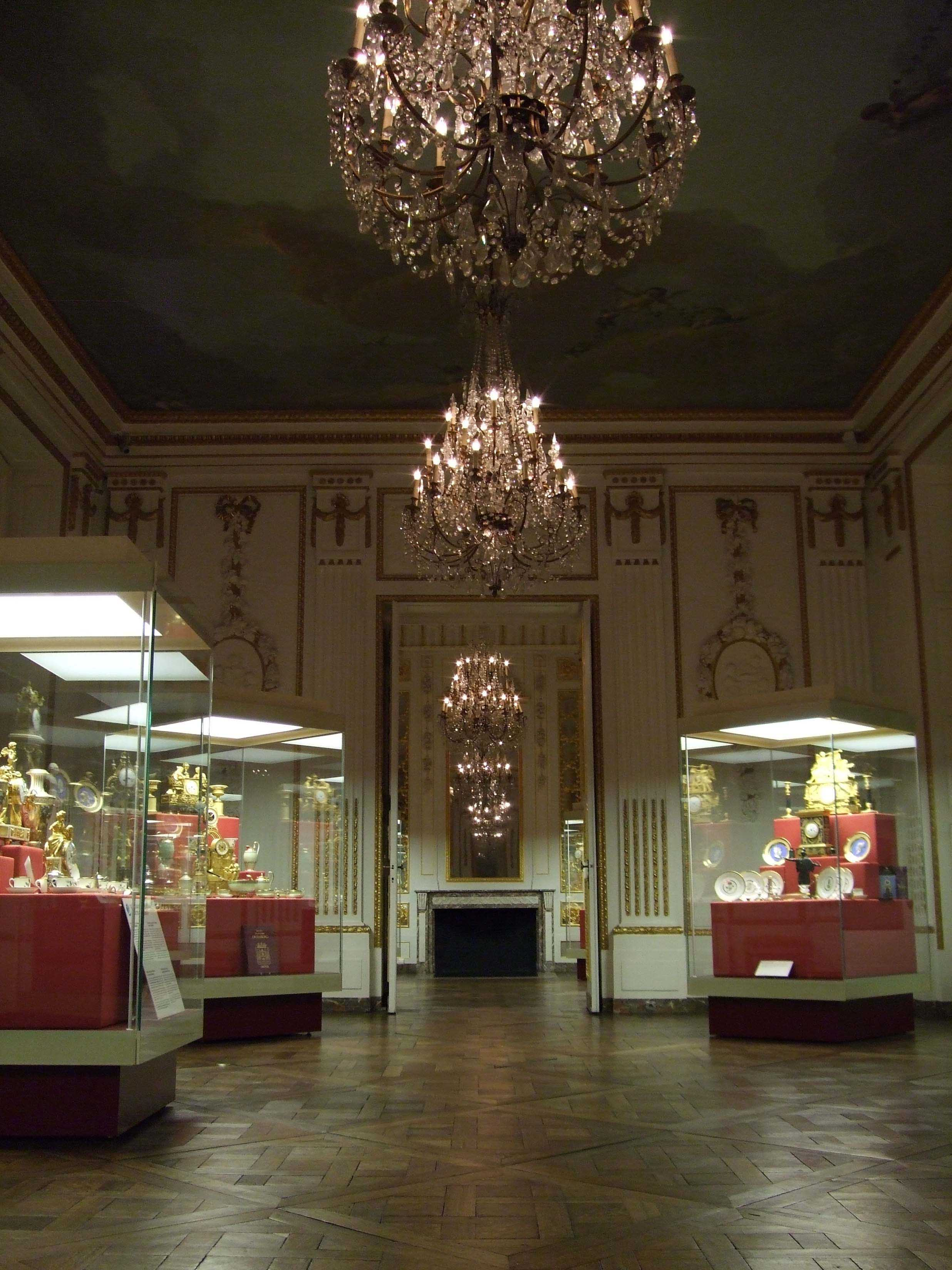
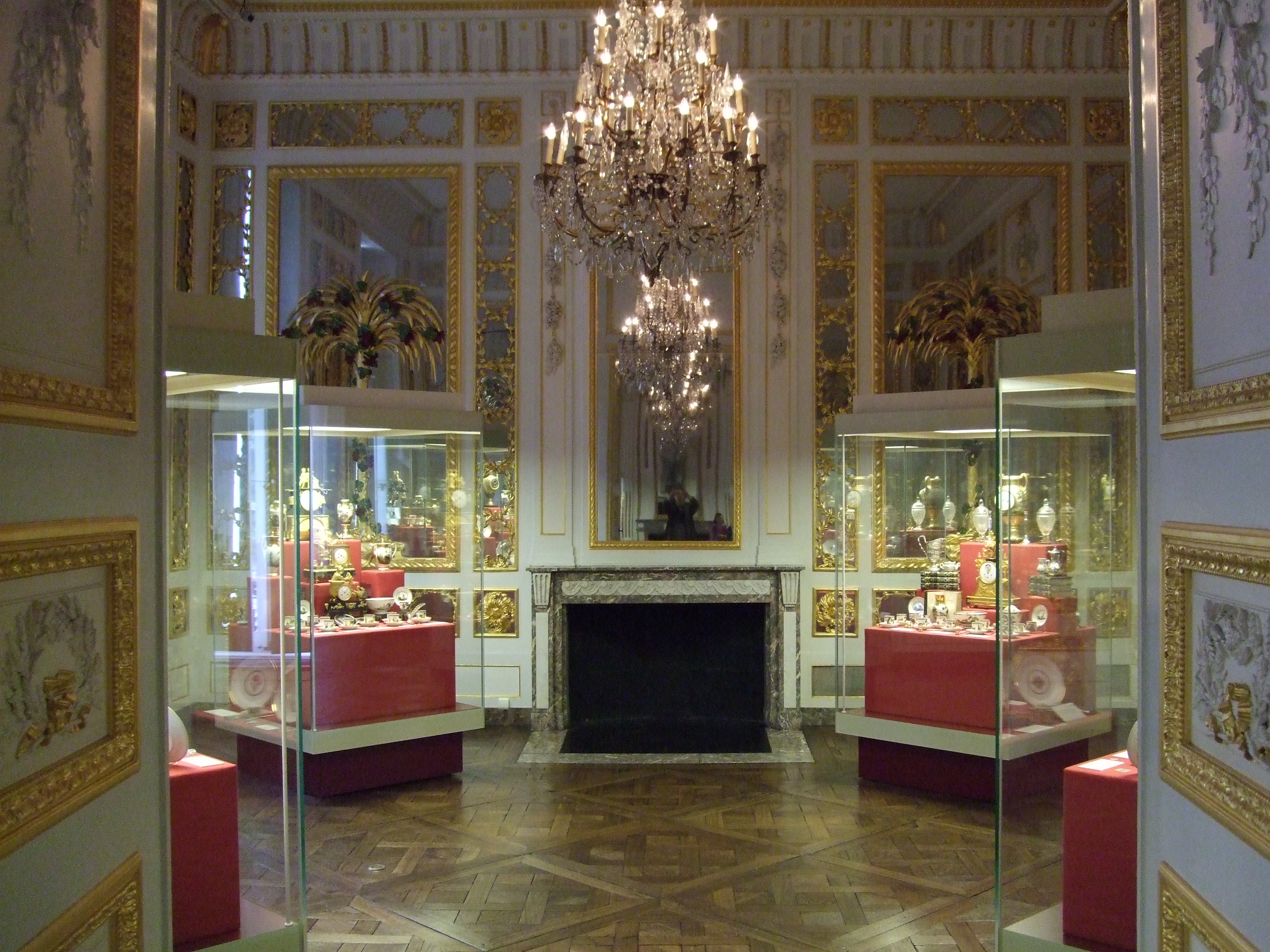